# Franklin County (Illinois)
Das Franklin County ist ein County im US-amerikanischen Bundesstaat Illinois. Im Jahr 2010 hatte das County 37.804 Einwohner und eine Bevölkerungsdichte von 37,1 Einwohnern pro Quadratkilometer. Der Sitz der Countyverwaltung (County Seat) ist in Benton.

## Geografie
Das County liegt im Süden von Illinois. Es hat eine Fläche von 1117 Quadratkilometern, wovon 50 Quadratkilometer Wasserflächen sind. In Nord-Süd-Richtung wird das County vom Big Muddy River durchflossen, der im Norden zum Rend Lake aufgestaut wird. Am Rend Lake befindet sich die Wayne Fitzgerrell State Recreation Area, ein State Park mit einer Größe von ca. 13 km². Die Westgrenze des Countys wird vom Little Muddy River gebildet.
An das Franklin County grenzen folgende Nachbarcountys:
|                | Jefferson County  |                 |
| Perry County   |                   | Hamilton County |
| Jackson County | Williamson County | Saline County   |

## Geschichte

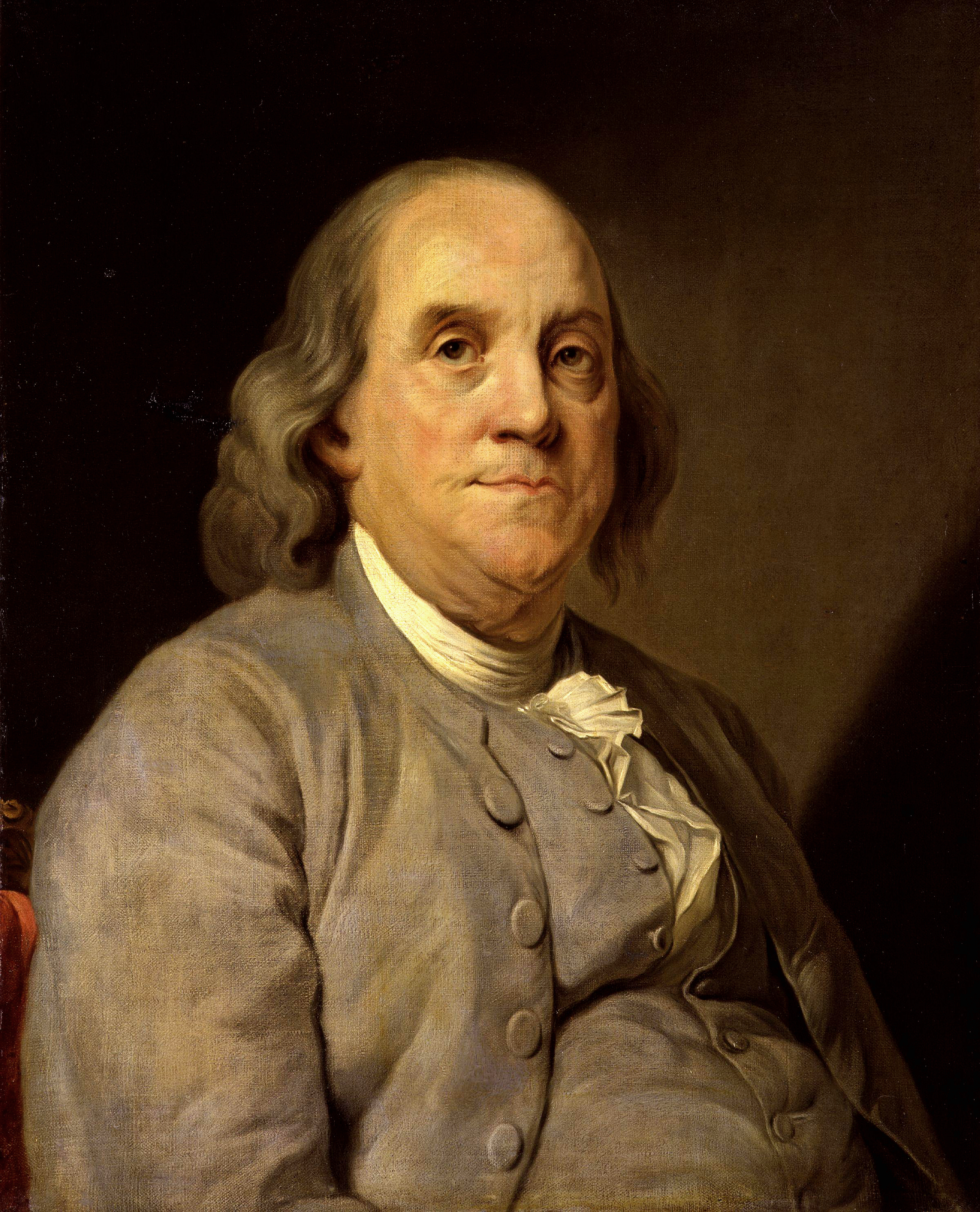
B. Franklin

Das Franklin County wurde am 2. Januar 1818 gebildet und ist eines der 15 Originalcountys des Illinois-Territoriums, also aus einer Zeit vor der Bildung der Bundesstaaten. Benannt wurde es nach Benjamin Franklin, einem nordamerikanischen Verleger, Staatsmann, Schriftsteller, Naturwissenschaftler, Erfinder, Naturphilosoph und Freimaurer, der zudem als einer der Gründerväter der Vereinigten Staaten gilt. Die erste Countyverwaltung war in Frankfort. Als das Williamson County 1839 aus dem Franklin County gebildet wurde, verlegte man diesen an den Rand von Rowlings Prärie, woraus später die Stadt Benton wurde.
1804 siedelten hier sieben Brüder, die das Jordan's Fort bauten. Nach dem Krieg von 1812 kamen weitere Siedler und 1818 konnte der südliche und östliche Teil des County als besiedelt gelten. In den Anfangszeiten ernteten die Siedler gerade genug um sich selbst zu versorgen. Später begann man Bäume zu fällen und das Holz, zusammen mit überschüssigen Farmerträgen, nach St. Louis zu bringen.
Das Land hatte keine reichen Bodenschätze und die landwirtschaftlichen Erträge waren nicht sehr hoch, wodurch die weitere Besiedlung nur langsam voranschritt. Erst 1826 wurde das erste Gerichtsgebäude und Gefängnis gebaut. 1854 wurde der ehemalige Preis von 1,25 USD pro Acre auf 12,5 Cents gesenkt. Die rechtliche Grundlage hierfür war die Verabschiedung des Bit Act durch die Regierung und die Illinois Central Railroad konnte für einen Bruchteil der veranschlagten Kosten 33.078 Acres (134 km²) Land für die Eisenbahnlinie aufkaufen.

### Territoriale Entwicklung

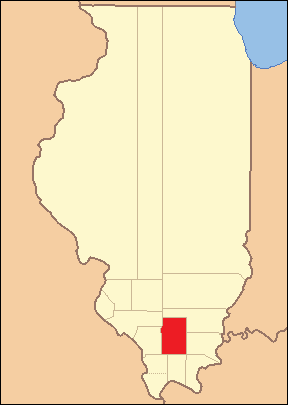
Das Franklin County zum Zeitpunkt seiner Gründung 1818
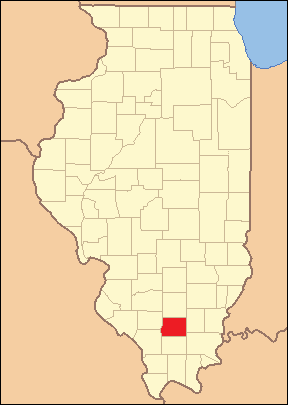
Von der Abspaltung des Williamson County im Jahr 1839 bis heute

## Demografische Daten
Nach der Volkszählung im Jahr 2010 lebten im Franklin County 39.561 Menschen in 16.228 Haushalten. Die Bevölkerungsdichte betrug 37,1 Einwohner pro Quadratkilometer. In den 16.228 Haushalten lebten statistisch je 2,41 Personen.
Ethnisch betrachtet setzte sich die Bevölkerung zusammen aus 97,7 Prozent Weißen, 0,5 Prozent Afroamerikanern, 0,3 Prozent amerikanischen Ureinwohnern, 0,4 Prozent Asiaten sowie aus anderen ethnischen Gruppen; 1,0 Prozent stammten von zwei oder mehr Ethnien ab. Unabhängig von der ethnischen Zugehörigkeit waren 1,4 Prozent der Bevölkerung spanischer oder lateinamerikanischer Abstammung.
22,7 Prozent der Bevölkerung waren unter 18 Jahre alt, 59,0 Prozent waren zwischen 18 und 64 und 18,3 Prozent waren 65 Jahre oder älter. 51,1 Prozent der Bevölkerung war weiblich.
Das jährliche Durchschnittseinkommen eines Haushalts lag bei 34.381 USD. Das Pro-Kopf-Einkommen betrug 18.504 USD. 19,8 Prozent der Einwohner lebten unterhalb der Armutsgrenze.

## Ortschaften im Franklin County
Citys
| - Benton - Christopher - Orient | - Sesser - West Frankfort - Zeigler |

Villages
| - Buckner - Ewing - Freeman Spur1 - Hanaford | - Macedonia2 - North City - Royalton - Thompsonville | - Valier - West City |

Census-designated place (CDP)
- Mulkeytown

Unincorporated Communitys
| - Akin - Akin Junction - Benton Park - Bessie - Boothby - Cambon | - Cleburne - Coello - Deering City - Diana - Ferber - Frisco | - Groat - Hickory Corners - Kegley - Lake Creek - Meyer - Mitchell | - New Bush - Parrish - Pershing - Plumfield - Rend City - Rust | - Steel City - Urbain - Valier Patch - West End - Whittington |

1 – teilweise im Williamson County
2 – teilweise im Hamilton County

## Gliederung

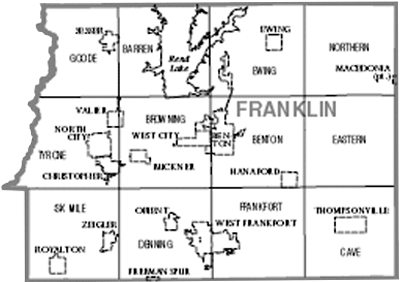
Townships im Franklin County

Das Franklin County ist in zwölf Townships eingeteilt:
| Township          | Einwohner (2010) | FIPS     |
| ----------------- | ---------------- | -------- |
| Barren Township   | 496              | 17-03818 |
| Benton Township   | 8972             | 17-05313 |
| Browning Township | 2450             | 17-08940 |
| Cave Township     | 1756             | 17-11813 |
| Denning Township  | 5202             | 17-19421 |
| Eastern Township  | 582              | 17-21735 |

| Township           | Einwohner (2010) | FIPS     |
| ------------------ | ---------------- | -------- |
| Ewing Township     | 1345             | 17-24686 |
| Frankfort Township | 7029             | 17-27611 |
| Goode Township     | 2715             | 17-30406 |
| Northern Township  | 476              | 17-53637 |
| Six Mile Township  | 3885             | 17-70070 |
| Tyrone Township    | 4653             | 17-76576 |